# Nilson Matta
Nilson Matta is een Braziliaanse jazzbassist en componist. Hij is sinds 1985 gevestigd in New York. Hij is ook bekend van zijn werk met Trio Da Paz, Don Pullen African Brazilian Connection, Joe Henderson, Yo-Yo Ma en Nilson Matta's Brazilian Voyage.

## Biografie
Nilson studeerde bas aan de Federale Universiteit van Rio de Janeiro (UFRJ) bij Sandrino Santoro, een Braziliaanse klassieke bassist. Tijdens zijn jaren dat hij in Brazilië woonde, speelde Nilson bas met musici als João Gilberto, Hermeto Pascoal, Roberto Carlos, Chico Buarque de Holanda, Nana Caymmi, João Bosco, Johnny Alf, Helio Delmiro, Luiz Bonfá, MPB4 en Roberto Carlos. Nilson verhuisde in 1985 naar New York. Sinds die tijd heeft hij opgetreden en opgenomen met artiesten als Joe Henderson, Paquito D'Rivera, Slide Hampton, Herbie Mann, Mark Murphy, Oscar Castro-Neves, Don Friedman, Paul Winter en Gato Barbieri. Na zijn verhuizing naar New York richtte Nilson samen met pianist Don Pullen het project The African Brazilian Connection op. De groep bracht drie albums uit bij Blue Note Records. Nilson startte toen het eigen project Trio Da Paz met zijn oude vrienden Romero Lubambo en Duduka da Fronseca. Het trio bracht vijf albums uit.
Van 1995 tot 1998 werkte Matta intensief samen met saxofonist Joe Henderson. Nilson speelde op het album Joe Henderson Big Band, dat in 1998 de Grammy Award voor «Best Large Jazz Ensemble Performance» won. Yo Yo Ma selecteerde Nilson om te spelen op Obrigado Brazil en Obrigado Brazil - Live in de Carnegie Hall Concert with Yo Yo Ma, beiden die Grammy-winnaars waren. Deze albums leidden tot een wereldwijde tournee die twee jaar duurde. Nilson nam ook op met Yo Yo Ma op zijn album Songs of Joy & Peace in 2008. Sinds 2006 is Nilson gefocust op veel van zijn eigen projecten. Dat jaar bracht hij Walking with My Bass uit. Hij is lid van de International Society of Bassists en treedt vaak op als gast en uitvoerder op hun congressen. Matta staat ook bekend om zijn onderwijsbekwaamheid, die in verschillende omgevingen door het land werd getoond. Nilson geeft naast zijn masterclasses les aan jonge bassisten. Hij heeft lesgegeven op Litchfield Jazz Campus. Nilson is de artistiek/muziekdirecteur van Samba Meets Jazz Workshops, met vocale en instrumentale programma's voor volwassenen in Bar Harbor (Maine), Boston's North Shore en ook op internationale locaties.

## Discografie
- 2006: Encontros (Meetings) (Malandro)
- 2006: Walking with My Bass (Blue Toucan)
- 2010: Copacabana (Zoho), met Harry Allen, Anne Drummond, Klaus Müller, Maurico Zottarelli, Ze Mauricio
- 2011: Jazz Therapy, Vol. 3: Mojave (Motema), met Roni Ben-Hur, Victor Lewis, Café
- 2012: Black Orpheus (Motema)
- 2016: Samba Gostoso / Wolfgang Lackerschmid & The Brazilian Trio

Als sideman
- 2002:	Cyro Baptista - Beat the Donkey (Tzadik)
- 2002:	Kenny Barron - Canta Brasil	(Sunnyside)
- 1999:	Charlie Byrd - My Inspiration: Music of Brazil (Concord)
- 1989:	Paquito D'Rivera - Return to Ipanema (Town Crier)
- 1989:	Paquito D'Rivera - Tico! Tico! (Chesky)
- 2002:	Yoshiko Kishino	- Siesta (GRP)
- 1995:	Herbie Mann - Celebration (Lightyear)
- 1995:	Herbie Mann - America/Brasil (Lightyear)
- 2004:	Roseanna Vitro - Tropical Postcards	(A Records)

- Bibliothèque nationale de France: cb165624220 (data)
- Gemeinsame Normdatei: 135102561
- International Standard Name Identifier: 0000 0001 1946 3142
- Library of Congress Control Number: nr97013289
- MusicBrainz: 7507ecd7-db04-4df9-9ee6-17fc0912dc5a
- Nationale Bibliotheek van Tsjechië: osa2012733255
- Nationale Bibliotheek van Israël: 987007420523905171
- Virtual International Authority File: 7295311
- WorldCat: E39PBJghhHD3K7xwXTRqdmwjYP